# Daḫamunzu-Affäre
Die Daḫamunzu-Affäre war eine politische Affäre zwischen den Alten Ägyptern und den Hethitern am Ende der ägyptischen 18. Dynastie beziehungsweise der Amarna-Zeit (ca. 1330 v. Chr.). Sie ist eines der bemerkenswertesten und umstrittensten Ereignisse in der altorientalischen Geschichte.
Als der hethitische Großkönig Šuppiluliuma I. in das ägyptische Grenzgebiet Amka einfiel, gerieten die Ägypter in eine schwierige Lage, da der Pharao gerade gestorben war. In dieser Situation schrieb die kinderlose Königswitwe Ägyptens einen Brief an Šuppiluliuma I. mit der Bitte um einen Sohn als Gemahl, der über Ägypten regieren sollte. Dieses Angebot versetzte Šuppiluliuma in Erstaunen und er vermutete eine Intrige, schließlich ging er aber auf das Angebot ein. Er schickte seinen Sohn Zannanza nach Ägypten. Dieser starb allerdings, wobei Šuppiluliuma die Ermordung durch die Ägypter vermutete. Er startete als Reaktion einen Vergeltungsschlag. Gefangene aus diesem Feldzug schleppten eine Seuche – wahrscheinlich die Pest – nach Anatolien ein, der auch Šuppiluliuma erlag.
Überliefert ist die Angelegenheit aus den hethitischen Tontafel-Archiven der Hethiter-Hauptstadt Ḫattuša, insbesondere in den „Mannestaten Šuppiluliumas“. Diese Texte sind mit Keilschrift in hethitischer Sprache geschrieben. Daneben haben sich auch Fragmente eines Originalbriefes der ägyptischen Königin in akkadischer Sprache und der fragmentarische Entwurf eines Antwortbriefes des Šuppiluliuma auf die Nachricht von Zannanzas Tod erhalten.
Die ägyptische Königin wird keilschriftlich Daḫamunzu genannt, ein hethitischer Versuch, den ägyptischen Titel t3-ḥm.t-nsw (ta-hemet-nesu „die Gemahlin des Königs“) wiederzugeben. Der verstorbene ägyptische König wird als Nibḫururia wiedergegeben. Dabei kommen die Thronnamen Tutanchamuns (Nb-ḫprw-Rˁ – Neb-cheperu-Ra) und Echnatons (Nfr-ḫprw-Rˁ – Nefer-cheperu-Ra) in Frage. Vom philologischen Standpunkt ist die Identifizierung mit Tutanchamun unproblematischer, allerdings ergeben sich dadurch chronologische Probleme, weshalb einige Forscher doch für Echnaton plädieren. Geht man vom verstorbenen Pharao Echnaton aus, stehen für Daḫamunzu theoretisch die Witwen Nofretete, Kija und Meritaton zur Auswahl, bei Tutanchamun ist es dessen Witwe Anchesenamun.

## Überlieferung

### Schriftquellen

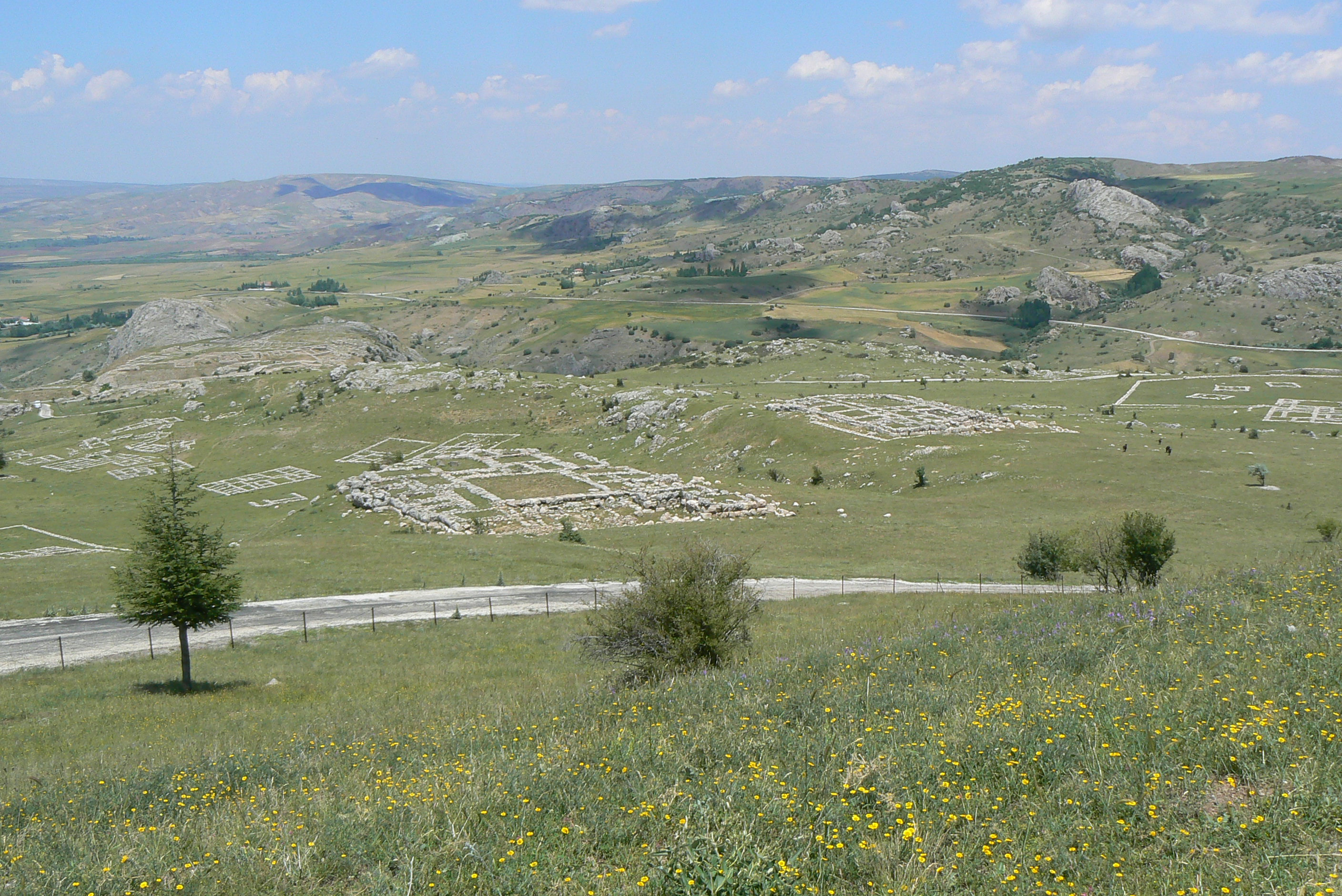
Ruinen in Ḫattuša, wo die Tontafel-Archive der hethitischen Könige entdeckt wurden.

Im zentral-anatolischen Hochland liegen beim heutigen Dorf Boğazkale (früher Boğazköy) die Ruinen von Ḫattuša, der Hauptstadt des Hethiter-Reiches. Dort entdeckten Archäologen die Tontafel-Archive der hethitischen Könige. Darunter befanden sich die sogenannten „Mannestaten Šuppiluliumas“ (oft auch „Annalen Šuppiluliumas“ genannt), die Muršili II., ein Sohn und Nachfolger des hethitischen Großkönigs Šuppiluliuma I., verfasste. Muršili schilderte diese in lebendiger Sprache und fügte immer wieder Zitate von mündlichen Reden, Briefen und Botenberichten ein. Von Interesse ist hier die siebte Tafel des Werks, ein literarisch hochstehendes Beispiel dieser Annalen, die die sogenannte Daḫamunzu-Affäre überliefert. Daneben haben sich auch Fragmente des Originalbriefes der Daḫamunzu erhalten und außerdem der fragmentarische Entwurf eines Antwortbriefes des Šuppiluliuma auf die Nachricht von Zannanzas Tod. Der Originalbrief der Daḫamunzu ist in akkadischer Sprache geschrieben, der damaligen Sprache der Diplomatie. In den Mannestaten Šuppiluliumas werden zwei Briefe der Daḫamunzu und der ägyptische Gesandte Ḫani zitiert. Diese Passagen sind einerseits sicher aus zweiter Hand und andererseits könnte es sich um Übersetzungen ins Hethitische handeln, da die ursprünglichen Fassungen in Akkadisch zu erwarten wären.

### Die historische Ausgangslage

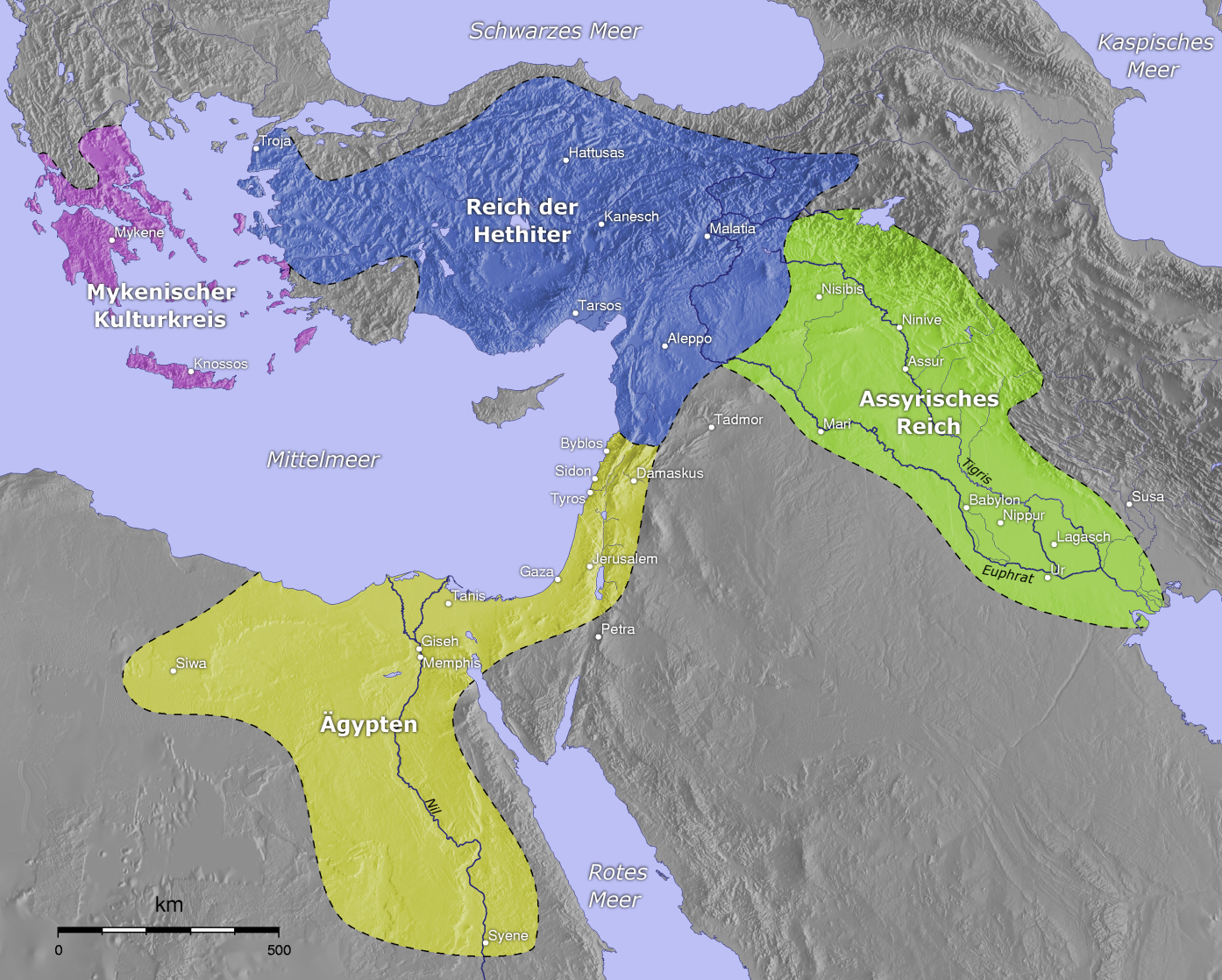
Lage in der Levante am Ende der ägyptischen 18. Dynastie, nachdem Amurru zu den Hethitern überlief

Geopolitische Lage in der Levante während der Amarna-Zeit, bevor Amurru unter hethitischen Einfluss geriet

Am Ende der Amarna-Zeit stritten die Hethiter, Mitanni und Ägypter um die Vorherrschaft im Gebiet des heutigen Syriens. Aziru, der Fürst der Provinz Amurru, die bis dahin zum ägyptischen Einflussgebiet gehört hatte, lief zu den Hethitern über und schloss mit diesen einen Vertrag.
Karkamiš konnte einem ersten Feldzug Šuppiluliumas widerstehen und blieb ein wichtiger Stützpunkt der Mitanni. Gleichzeitig versuchten die Ägypter, abgefallene Territorien in Vorderasien wieder unter ihre Kontrolle zu bringen. So zogen ägyptische Truppen nach Kadeš (hethitisch: Kinza), das Šuppiluliuma erobert hatte: „Nach Kinza (Kadesch), das mein Vater (Šuppiluliuma I.) erobert hatte, kamen die Truppen und Streitwagen Ägyptens. Und Kinza griffen sie an.“
Von Šuppiluliuma war also eine Reaktion gefordert, gleichzeitig geriet er in einen Zwei-Fronten-Krieg. Er entsandte Truppen nach Kadeš und begab sich gleichzeitig selber nach Karkamiš. Während der Belagerung von Karkamiš schickte er die zwei Generäle Lupakki und Tarḫuntazalma ins Land Amka, ein ägyptisches Grenzgebiet. Als die Ägypter von der Eroberung Amkas erfuhren, gerieten sie in Schrecken und in eine schwierige Lage, da gerade der Pharao gestorben war. In dieser Situation erhielt der Hethiterkönig einen Brief der kinderlosen Königswitwe von Ägypten mit der Bitte um einen Sohn als zukünftigen Gemahl.

### Brief der ägyptischen Königswitwe mit der Bitte um einen Sohn

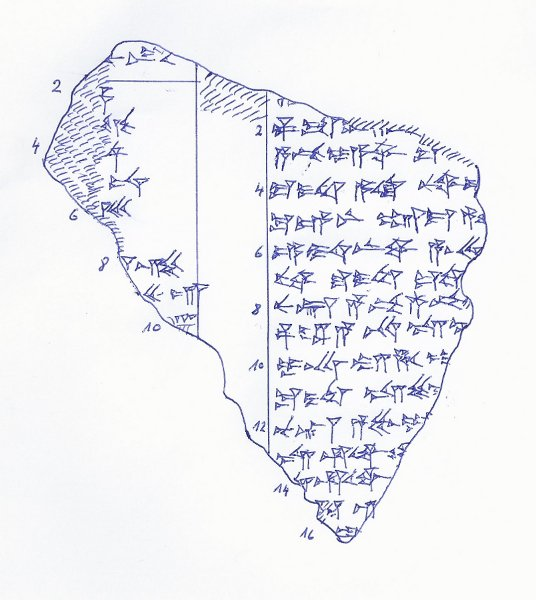
Beispiel eines hethitischen Keilschrift-Fragments mit den „Mannestaten Šuppiluliumas“

In den Annalen Šuppiluliumas wird beschrieben, wie dieser vor der Eroberung von Karkamiš einen Brief der ägyptischen Königswitwe erhielt mit der Bitte um einen Sohn als Gemahl, der über Ägypten regieren sollte:

„Und während mein Vater (Šuppiluliuma I.) unten in Kargamiš war, schickte er den Lupakki und den Tarḫunta-zalma in das Land Amka. Und sie griffen das Land Amka an und führten Gefangene, Rinder (und) Schafe zurück zu meinem Vater. Als aber die Leute aus Ägypten von Amkas Eroberung erfuhren, da fürchteten sie sich. Und weil ihnen ihr Herr, der Pipḫururija, gerade gestorben war, da schickte die Königin von Ägypten, die die Daḫamunzu war, einen Boten zu meinem Vater. Und sie schrieb ihm folgendermassen: „Mein Gatte ist gestorben. Einen eigenen Sohn aber habe ich nicht. Von Dir aber sagt man, dass Du viele Söhne besitzt. Wenn Du mir einen Sohn von Dir gibst, soll er mein Gatte werden. Niemals aber werde ich einen meiner Diener nehmen und ihn zu meinem Gatten machen. Eine (solche) Befleckung fürchte ich!““

Vom zitierten Brief sind auch Fragmente des Originals erhalten:

„[...] Siehe, ich bin im [Zustand der] Fami[lienlosigkeit]! [Sende mir einen Sohn von dir, und die zwei grossen Länder werden zu] einem Lande [werden], und du wirst m[ir] [deine Geschenke bringen lassen, und ich werde mich über sie freuen]; und ich werde dir ebenso [meine Geschenke bringen lassen, und du wirst dich über s]ie [freuen!]“

Dieses Angebot versetzte Šuppiluliuma in Erstaunen: „So eine Sache ist mir noch niemals widerfahren!“ Er vermutete eine Täuschung und schickte umsichtig den Kämmerer Ḫattušazidi nach Ägypten, um das Angebot zu überprüfen, mit der Nachricht: „Einen Sohn ihres Herrn haben sie vielleicht. Mich täuscht man aber vielleicht, und meinen Sohn für die Königsherrschaft will man gar nicht.“ Šuppiluliuma ließ auch in den Archiven nach früheren ägyptisch-hethitischen Beziehungen recherchieren. Man brachte ihm einen Vertrag, in welchem die Bewohner von Kuruštama eine wichtige Rolle spielen, weshalb er als Kuruštama-Vertrag bezeichnet wird.

### Erneuter Brief der Königin und Unterredung mit einem ägyptischen Boten
In der Zwischenzeit konnte Šuppiluliuma Karkamiš erobern, und nachdem er die dortigen Verhältnisse geordnet hatte, zog er ins Land Ḫatti zurück. Im darauf folgenden Frühling kam Ḫattušazidi aus Ägypten zurück, zusammen mit einem ägyptischen Boten namens Ḫani, der einen weiteren Brief der ägyptischen Königin überreichte:

„Warum sprichst du eben so: „Man könnte mich betrügen.“ Falls ich einen Sohn hätte, hätte ich über meine eigene und meines Landes Schande an ein anderes Land geschrieben. Der mein Gatte war, ist gestorben. Einen Sohn habe ich nicht. Einen Diener von mir werde ich niemals nehmen und ihn zu meinem Gatten machen. Ich habe an kein anderes Land geschrieben, (sondern) ich habe dir geschrieben. Deine Söhne sind zahlreich, sagt man. Einen Sohn von dir gib mir, und er wird mein Gatte werden, in Ägypten aber wird er König werden!“

Nach einer Lücke in der Überlieferung folgt die Schilderung eines Gesprächs mit dem Boten Ḫani:

„„[Ich (Šuppiluliuma)...] war freundlich, aber ihr habt [mir] Böses zugefügt. [...ka]mt ihr und habt den Fürsten von Kinza (Kadesch), den ich dem König des Hurriterlandes [ab]genommen habe, angegriffen. Als ich (davon) hörte, wurde ich zornig, und meine Truppen, meine Streitwagen, meine Herren, schickte ich aus, und sie haben eure [Gren]ze, das Land Amka, angegriffen. Und als sie euer [Land Amk]a angriffen, da fürchtetet ihr euch [viellei]cht und habt deshalb von mir einen Sohn als Gabe erbeten. [Dies]er wird aber womöglich eine Geisel werden, [und zum Kön]ig werdet ihr ihn nicht machen.“ [Folgender]massen sprach Ḫani zu meinem Vater: „Mein Herr! Dies [...] unseres Landes Schande. H[ätte]n wir tatsächlich irgend[einen Königssohn], wären wir in ein anderes Land gekommen und würden fortwährend um einen Herrn für uns bitten? Der unser Herr war, Nipḫururija, der ist gestorben. Die Gattin unseres Herrn ist kinderlos. Einen Sohn (von dir), unserem Herrn, erbitten wir für die Königsherrschaft des Landes Ägypten. Für die Frau, unsere Herrin, als ihren Gatten erbitten wir ihn! Sonst gingen wir in kein anderes Land, (sondern) nur hierher sind wir gekommen! Unser Herr, gib uns deinen Sohn.““

### Zannanzas Tod und Šuppiluliumas Reaktion
Šuppiluliuma gab schließlich dem Begehren der ägyptischen Königswitwe nach und wählte einen Sohn aus. Er setzte einen Vertrag auf, der die freundschaftlichen Beziehungen zwischen Ägypten und Ḫatti regeln sollte. Die schlecht erhaltene Tafel KUB 19.4 lässt erkennen, dass er seinen Sohn Zannanza nach Ägypten schickte, dieser aber möglicherweise ermordet wurde. Zumindest wird in den Šuppiluliuma-Annalen berichtet, dass irgendwelche Leute sagten „Sie haben den [Zannanza] getötet“ und die Nachricht brachten „Zannanza [ist gestorben]“.
Immerhin ist der fragmentarische Entwurf eines Briefes Šuppiluliumas erhalten, der als Reaktion auf den offiziellen Bericht von ägyptischer Seite anzusehen ist, hier auszugsweise wiedergegeben:

„[...][Was das betrifft, d]ass du [mir so] geschrieben hast: „Dein Sohn ist gestorben, [ich habe ihn aber keineswegs] [schlech]t behandelt“, [...] [auf den Thron gesetzt hattest,] da hättest du meinen Sohn heimschicken können! [...] so habt ihr doch vielleicht meinen Sohn ermordet! [...] Für mich ist der Wettergott mein Herr, [König der Länder, [und] die Sonnengöttin von Ar]inna, meine Herrin, die Königin der Länder: sie werden kommen (und) diese [Rechtssache werden der Wettergott, mein Herr] und die Sonnengöttin von Arinna, meine Herrin, entscheiden. [Wa]s [das betrifft, dass du deine Truppen] immer wieder so zahlreich nennst, soviel [...] [so gro]ss wird für dich [dein Heer nicht sein.] Was [ist] es (was) wir tun? [...] Weil ein/der Falke ein einziges Küken [...] der [Fal]ke allein wird nicht vertreiben! [...]“

Ein Vergeltungsschlag Šuppiluliumas war die zu erwartende Reaktion, hatten sich doch schon vor der Daḫamunzu-Affäre die ägyptisch-hethitischen Beziehungen mit dem Angriff auf Amka deutlich verschlechtert. Der Kronprinz Arnuwanda überschritt die ägyptische Grenze und machte Tausende von Kriegsgefangenen. Diese schleppten die Pest in Anatolien ein, an der auch Šuppiluliuma starb.

## Philologische Bemerkungen

### Daḫamunzu
Der Name der ägyptischen Königin ist nicht bekannt. Der lange als ägyptischer Eigenname aufgefasste Ausdruck „Daḫamunzu“ ist nichts anderes als ein hethitischer Versuch, das Ägyptische t3-ḥm.t-nsw (ta-ḥemet-nesu „die Gemahlin des Königs“) wiederzugeben. Offensichtlich hatten die Hethiter einen Titel als Namen missverstanden.

### Nibḫururia und Bibḫururia

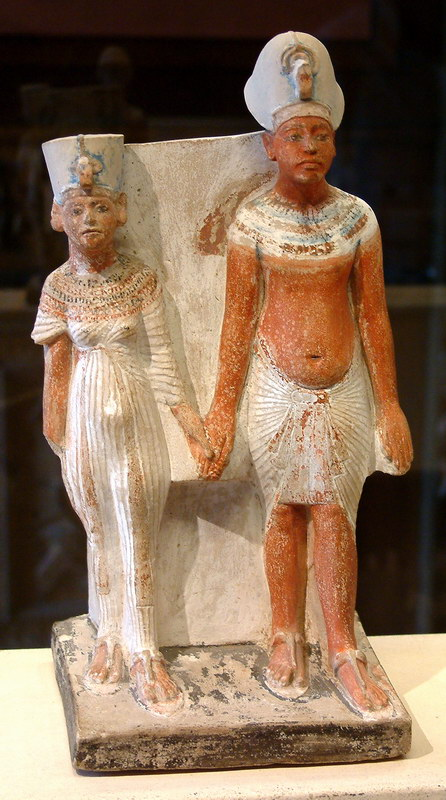
Echnaton und Nofretete, könnten Nibḫururia und Daḫamunzu sein.

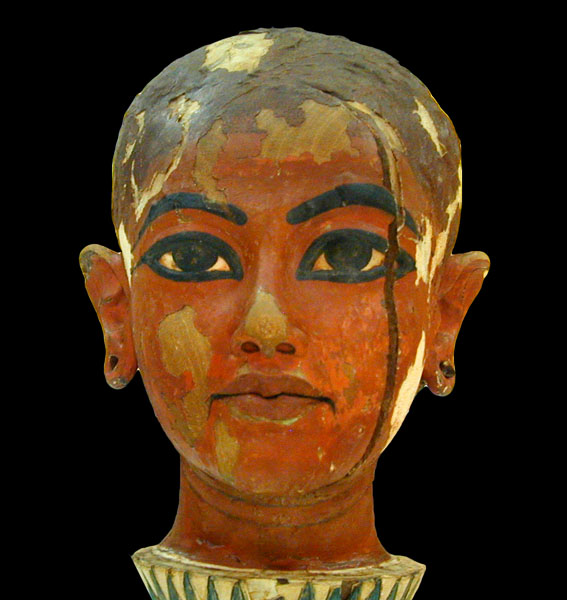
Tutanchamun ist ein anderer vorgeschlagener Kandidat für Nibḫururia.

Die Interpretation des Königsnamens bereitet ebenfalls gewisse Schwierigkeiten. Der König ist unter der Bezeichnung Bibḫururia (KBo V, 6, III, 7) und Nibḫururia (KBo XIV, 12, IV, 18) bekannt. Aus dem historischen Kontext kommen die folgenden Könige in Frage:
- Amenophis IV./Echnaton, ca. 1351–1334 v. Chr., Thronname: Nfr-ḫprw-Rˁ (Nefer-cheperu-Ra), „Mit vollkommenen Gestalten, ein Re“
- Semenchkare, ca. 1337–1333 v. Chr., Thronname: ˁnḫ-ḫprw-Rˁ (Anch-cheperu-Ra), „Mit lebendigen Gestalten, ein Re“
- Tutanchamun, ca. 1333–1323 v. Chr., Thronname: Nb-ḫprw-Rˁ (Neb-cheperu-Ra), „Herr an Gestalten, ein Re“
- Eje, ca. 1323–1319 v. Chr., Thronname: Ḫpr-ḫprw-Rˁ (Cheper-cheperu-Ra), „Der an Gestalt gestaltete, ein Re“

Bibḫururia ist wegen des Elements Bib- auf jeden Fall fehlerhaft und somit ist hier eine Verstümmelung irgendeines Namens möglich. Außerdem sind die beiden Varianten paläografisch unterschiedlich zu beurteilen. Die zweite Variante ist jünger und bietet die korrekte Abschrift. Dies bedeutet, dass Bibḫururia keinerlei Gewicht zukommt. Der hethitische Schreiber von Bibḫururia machte einen Fehler, als er von einer älteren Version abschrieb, indem er zwei ähnlich aussehende Zeichen verwechselte. Vom philologischen Standpunkt her kommen somit Echnaton und Tutanchamun in die engere Auswahl, da man das keilschriftliche Element Nib- nur mit ägyptisch Nfr- oder Nb- gleichsetzen kann, wie man es in den Thronnamen dieser beiden Könige wiederfindet.

### Steht Nib für ägyptisch Nfr oder Nb?
Eine Gleichsetzung von Nib-ḫuru-ria mit Tutanchamuns Thronnamen Nb-ḫprw-Rˁ lässt sich leicht herstellen: Der Thronname von Amenophis III. lautet Nb-m3ˁt-Rˁ (Neb-Maat-Re) und entspricht dem keilschriftlichen Nib-mua-ria. Damit ist die Gleichung ägyptisch nb (neb) = keilschriftlich Nip gegeben. Echnatons Thronname Nfr-ḫprw-Rˁ ist keilschriftlich als Nap-ḫurur-ria gut belegt, also wurde ägyptisch nfr (nefer) zur Zeit Echnatons für gewöhnlich mit keilschriftlich nap wiedergegeben. Die Frage ist, ob es sich bei Nibḫururia auch um eine keilschriftliche Variante von Napḫururia handeln könnte, oder anders gesagt, ob keilschriftlich Nib auch für ägyptisch Nfr stehen kann. Rolf Krauss bejahte diese Frage, mit den folgenden Überlegungen:
- das r von nfr war verstummt, womit die Konsonanten nf übrigbleiben und das Wort als naf gesprochen wurde.
- nfr/naf wurde normalerweise keilschriftlich nap geschrieben, weil die Keilschrift p für f schreibt. (Vgl. Nap-ḫuru-ria = Nfr-ḫprw-Rˁ)
- Es stellt sich die Frage, ob nfr bereits zur Amarna-Zeit neben naf- auch enttont durch nef-repräsentiert sein konnte. Krauss stützt sich hier auf eine unpublizierte Aussage Gerhard Fechts, wonach „unter gewissen Bedingungen, die für die Šuppiluliuma-Annalen gegeben sind, die Enttonung von naf- zu nef- schon für die Amarna-Zeit anzusetzen“ ist.
- Als Transkription von nef- ist ni-ip zu erwarten. (p für f; für die *i-haltigen Silbenzeichen werden auch gleichzeitig die entsprechenden e-haltigen gebraucht.)
- Für ib/ip wird praktisch nur ein Silbenzeichen verwendet. Damit sind die keilschriftlichen Transkriptionen von enttonten nfr (=nef) und nb nicht zu unterscheiden.
- Vom philologischen Standpunkt ist es somit offen, ob Nipḫururia mit Nfr-ḫprw-Rˁ oder Nb-ḫprw-Rˁ gleichzusetzen ist.

Winfried Barta hält dagegen, dass selbst wenn bereits in der Amarnazeit eine Enttonung von naf- zu nef- (für nfr) stattgefunden haben könnte, das keilschriftliche Nibḫururia besser und problemloser mit Nfr-ḫprw-Rˁ übereinstimmt. Zuletzt äußerte sich Trevor R. Bryce dahingehend, dass Nibḫururia eine präzise keilschriftliche Wiedergabe von Tutanchamuns Thronnamen sei, da das keilschriftliche nib/p nur eine Transkription von ägyptisch nb sein könne, nicht aber von nf(r). Gegen eine Enttonung in der Amarna-Zeit spricht auch der Name der Nefertari aus der 19. Dynastie. Ihr Name Nfr.t-jr.j (Neferet-iri) wurde keilschriftlich Naptera (Na-ap-te-ra) wiedergegeben (und wurde dementsprechend Naftera ausgesprochen). Auch hier gilt also noch die Gleichung nfr=nap.
Neben der sicher belegten Wiedergabe von Echnatons Thronnamen als Napḫururia kommt im Amarna-Brief EA 9 noch eine weitere Variante zur Diskussion hinzu. In diesem ist ein Königsname Nibḫuruia überliefert. Nach William Moran handelt es sich entweder um den Thronnamen Tutanchamuns oder eine Variante von Napḫururia. Hess und Krauss wollten nun alle Schreibungen unter dem Argument der Enttonung von nfr Echnaton zuschlagen. Allerdings hat die Ansicht, alle Graphien, die Nibḫuruia ähnlich sind, Echnaton zuzuschreiben, heftigen Widerstand erfahren. Außerdem ist von einer standardisierten Aussprache der ägyptischen Königsnamen in den Amarna-Briefen auszugehen, die notwendig war, um Verwechslungen vorzubeugen.

## Historische und chronologische Bemerkungen

### Die Angriffe auf Amka und Kadeš
Schwierig ist die chronologische Einordnung des hethitischen Feldzugs ins Land Amka, insbesondere im Zusammenhang mit den Amarna-Briefen aus der Provinz Amurru. Vermutlich in der späten Regierungszeit Echnatons schickte ein Bruder Azirus an diesen den Brief EA 170. Aziru hielt sich zu diesem Zeitpunkt in Ägypten auf. Der Brief schildert ähnliche Vorgänge wie in den Šuppiluliuma-Annalen:

„Darüber hinaus haben Truppen von Hatti unter Lupakku Städte von Amqu eingenommen, und mit den Städten nahmen sie Aaddumi gefangen. Möge unser Herr dies wissen.“

Es liegt nahe, die aus verschiedenen Quellen bekannten Aktionen der Hethiter gleichzusetzen. Obwohl chronologisch eine Einordnung in die Zeit Echnatons oder kurz danach nahe liegt, ist eine Gleichsetzung der beiden Aktionen nicht zwingend und auch die chronologische Einordnung bleibt letztlich fraglich, denn die relative und absolute Chronologie der Amarna-Briefe bereitet der Forschung noch immer große Schwierigkeiten. Fast alle Briefe sind undatiert und nur wenige sind namentlich adressiert.
Marc Gabolde versuchte des Weiteren, die verschiedenen Meldungen der Vasallen in den Amarna-Briefen, dass sie die Anweisungen des Königs bezüglich des Aufstellens von Truppen befolgten, so zu rekonstruieren, dass sie die Truppenbewegungen eines Feldzuges Echnatons gegen Kadeš aufzeigen. Demnach entspricht die historische Situation der Daḫamunzu-Affäre der Situation am Ende von Echnatons Regierungszeit.
Gegen diese Rekonstruktion gibt es allerdings Einwände: Es ist nicht klar, ob die Vorbereitungen beziehungsweise der Feldzug wirklich Echnaton zuzuordnen sind. Keiner der Vasallen nennt den König namentlich. Auch müssen sich die genannten Vorbereitungen nicht auf ein einziges Ereignis beziehen. Dies ist bei der in EA 367 genannten Mobilisierung von Bogenschützen offensichtlich, die sich auf eine frühere Begebenheit beziehen muss.
Einen weiteren Hinweis auf den Feldzug liefert EA 162, in dem Aziru getadelt wird, dass er mit dem Fürsten von Kadeš gemeinsame Sache mache, obwohl der Pharao gegen ihn kämpfe. Diese Bemerkung (ohne Erwähnung eines Sieges) und ausbleibende Erwähnungen der anderen Fürsten, lassen vermuten, dass der Feldzug eine Niederlage war. In diesem Zusammenhang könnte auch die Erwähnung einer nicht erfolgreichen Kampagne in der Restaurationsstele Tutanchamuns stehen.

### Die Rolle der ägyptischen Königin

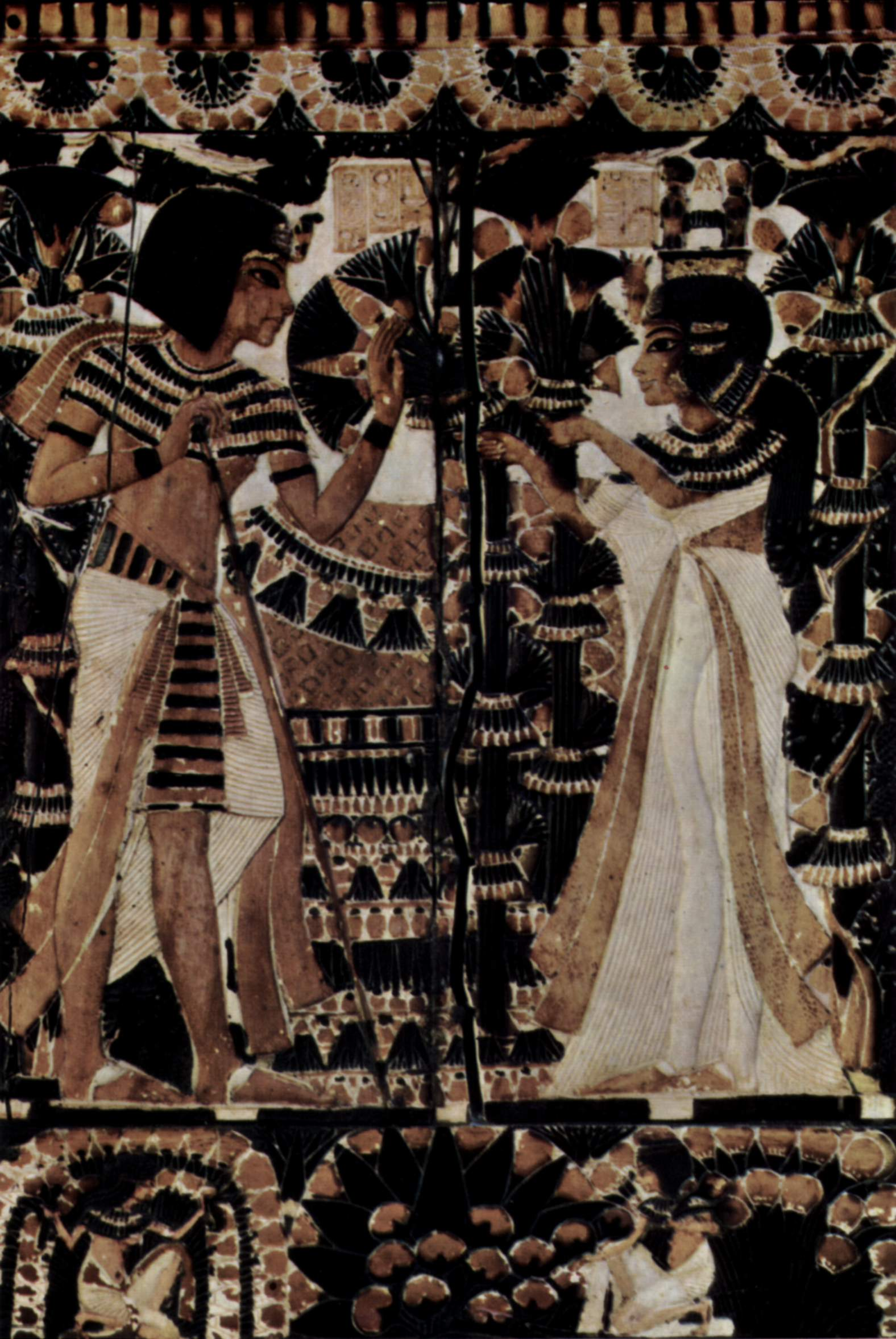
Tutanchamun und seine Große königliche Gemahlin Anchesenamun, die als
Witwe ebenfalls als Daḫamunzu in Frage kommt

Eng mit der Frage nach der Identität des verstorbenen Königs ist auch jene der Daḫamunzu und ihrer historischen und politischen Rolle verbunden. Geht man vom verstorbenen Pharao Echnaton aus, kommen theoretisch die Witwen Nofretete, Kija und Meritaton in Frage, bei Tutanchamun ist es die Witwe Anchesenamun.
Für Kenneth A. Kitchen war Nofretete gar nicht in der Position, um an Šuppiluliuma zu schreiben: Mit Semenchkare gab es bereits einen Thronfolger und es gibt keinen Beleg dafür, dass Nofretete in Opposition zu Semenchkare stand oder dass sie nach dem Tod ihres Mannes überhaupt noch am Leben war. Außerdem hatte sie keinen Grund, einen „Diener“ zu heiraten, solange Tutanchamun Thronanwärter war. Mit der erhöhten Position von Meritaton und später Anchesenamun war Nofretete gar nicht mehr in der Lage, jemanden durch Heirat zum König zu erheben.
In der ausgehenden Amarna-Zeit, nach dem Tod Echnatons, ist die Regierung einer Frau mit dem femininen Thronnamen ˁnḫ.t-ḫpr.w-Rˁ epigraphisch-archäologisch gesichert. Daneben kennt die manethonische Tradition am Ende der 18. Dynastie die Regierung einer Königstochter mit dem Thronnamen Akencheres u. ä., das aus ˁnḫ.t-ḫpr.w-Rˁ ableitbar ist. Somit muss es nach Rolf Krauss nach Echnaton eine allein regierende Königstochter mit diesem Thronnamen gegeben haben, die mit Meritaton, der ältesten Tochter-Gattin Echnatons und späteren Gattin Semenchkares, gleichzusetzen ist. Semenchkare kam durch Heirat mit der regierenden Königin Meritaton zur Regierung und übernahm den Thronnamen seiner Frau in grammatisch maskuliner Form (ˁnḫ-ḫpr.w-Rˁ). Um solch eine Forderung zu stellen, muss die Königin eine hohe politische Rolle gespielt haben, den Status einer Regentin. Auch Nibḫururias Witwe führte die zwischenstaatlichen Verhandlungen in alleiniger Verantwortung, „weder neben ihr, noch ihr übergeordnet, ist ein Mann zu erkennen, der die Regierungskontrolle ausübte.“
In Abwandlung von Rolf Krauss interpretiert Marc Gabolde die Ereignisse folgendermaßen: Die Interimsregentin Meritaton bittet Šuppiluliuma um einen Sohn. Dieser schickt Zannanza, der dann auch den ägyptischen Thron als Semenchkare besteigt. Nach dessen Ermordung übernimmt dessen bisherige Königsgemahlin Meritaton die Regierung sowie den Thronnamen Semenchkares und nennt sich mit Geburtsnamen Nefer-neferu-Re.
Marc Gaboldes Auffassung erfuhr in der Forschung starken Widerstand. Es existiert tatsächlich kein Dokument, das bestätigt, dass Zannanza auf seiner Reise nach Ägypten gestorben ist, wenn es auch stimmt, dass Šuppiluliuma über den Tod seines Sohnes durch den ägyptischen Hof informiert wurde. Nibḫuruia starb im Herbst, Šuppiluliuma schickte Zannanza erst nach dem Winter, wonach dieser etwa im darauffolgenden Sommer oder Herbst nach Ägypten gelangte. Demnach hätte Meritaton ein Jahr als Alleinregentin regiert. Dem widerspricht aber ein Graffito im Grab von Pere mit einem Jahr 3 des Anchcheperure Neferneferuaton. Wenn dieser König mit Meritaton identifiziert wird, hätte sie
drei Jahre und nicht eins regiert. Wenn Zannanza/Semenchkare von anti-hethitischen Parteien ermordet wurde, ergibt es keinen Sinn, dass Meritaton nicht ihre Position verloren hat. Außerdem wäre in den hethitischen Annalen sicherlich die Tatsache, dass ein Hethiter in Ägypten regierte, thematisiert worden.
Zu Anchesenamun als Witwe Tutanchamuns passt der Umstand, dass dieser ohne Nachfolger starb, zur Aussage der Daḫamunzu, sie habe keinen Sohn als Nachfolger. Auch die Aussage, sie werde keinen Diener ehelichen, passt ins Bild dieser Zeit, da die eigentliche Macht Eje und/oder Haremhab ausübten, die nicht direkt mit der Königsfamilie verwandt waren.

### Das Ende der Amarna-Korrespondenz

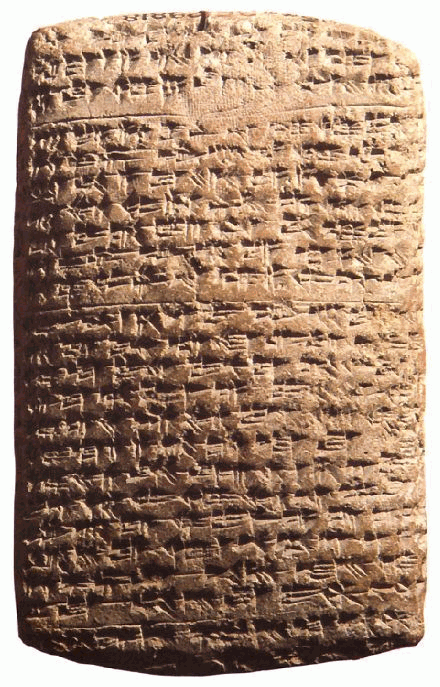
Beispiel für einen Amarna-Brief aus den ägyptischen Archiven in Amarna

Identifiziert man Nibḫururia des Amarna-Briefes EA 9 mit Tutanchamun, stellt sich die Frage nach dem Ende der Amarna-Korrespondenz. Entscheidend ist die Frage, ob Tutanchamun noch Briefe in Amarna empfing oder ob der Textkorpus schon früher endet. Diese Frage hängt generell mit den chronologischen Schwierigkeiten am Ende der Amarna-Zeit zusammen.
Bereits unter Semenchkare begann die Wiederherstellung der alten, voramarnazeitlichen Verhältnisse und eine kompromisshafte Restaurierung des Amunkultes. Auch Tutanchamun setzte diese „sanfte“ Rückkehr zum alten Glauben anfangs fort. Irgendwann führte er eine kompromisslosere Restauration ein, indem er seinen Namen von Tutanchaton zu Tutanchamun änderte und die Residenz in Amarna zugunsten von Memphis aufgab. Damit stellt sich die Frage, wann Tutanchamun Amarna verließ. Nach Erik Hornung spielen „Aton und sein Hohepriester in den Gefässaufschriften des 2. Regierungsjahres noch eine wichtige Rolle“. Rolf Krauss geht dagegen davon aus, dass Amarna wahrscheinlich noch im 1. Jahr Tutanchamuns verlassen wurde:

„Auf alle Fälle wurde die Stadt zwischen den Weinernten des 1. und 2. Jahres Tutanchamuns aufgegeben, da sich zwar Weinkrugsiegel des 1. Jahres, aber keine Siegel des 2. Jahres aus Amarna nachweisen lassen. Auch das auf der Restaurationsstele Tutanchamuns wahrscheinlich zu ergänzende Datum
Jahr [1] spricht für das Verlassen der Stadt nach der 1. Weinernte [...].“

Edward Fay Campbell hält es für möglich, dass Tutanchamun noch die Briefe EA 9, 210 und 170 in Amarna empfing, diese aber eher „irrtümlich“ dorthin geschickt wurden. Die Annahme, Tutanchamun sei der Adressat von EA 9, führt nach Hornung zu derart unwahrscheinlichen Folgerungen, dass die Gleichsetzung Nibḫururias mit Echnaton sicher nicht voreilig auszuschließen sei. Außerdem geht er davon aus, dass nur jene Briefe in Amarna zurückgelassen wurden, die beim Umzug der Residenz nicht mehr aktuell waren. Dies deutet nach Hornung alles darauf hin, dass das Amarna-Archiv bald nach dem 12. Regierungsjahr Echnatons endet, vor oder zu Beginn der Mitregierung Semenchkares.

### Übergangszeit der Nachfolge Tutanchamuns

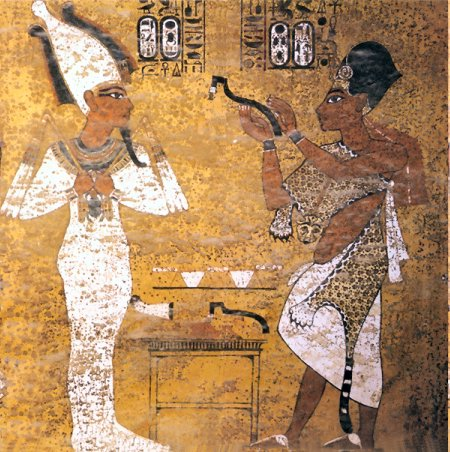
Darstellung des Eje im Grab des Tutanchamun, wie er für diesen das Mundöffnungsritual durchführt.

Nach Gabolde lässt die Übergangszeit der Nachfolge Tutanchamuns durch Eje keine Korrespondenz mit Tutanchamuns Witwe zu. Eje folgte Tutanchamun sofort auf den Thron, wie die Tatsache der von ihm durchgeführten Bestattung Tutanchamuns beweist, die 70 Tage nach dem Tod des Tutanchamun stattgefunden haben dürfte.
Das Zeitproblem bei der Thronbesteigung wurde verschieden gelöst: Eje könnte Verhandlungen der Anchesenamun mit den Hethitern zugestimmt haben. Demnach sah er seine Regierung als zeitlich begrenzt, „denn Hattusaziti war offiziell nach Ägypten gereist, berichtete aber in Hatti dann nicht vom Königtum des Eje“. Erik Hornung schließt aus dem Ablauf der Ereignisse (basierend auf der Gleichsetzung Nibḫururias mit Tutanchamun), „dass der ägyptische Königsthron nach dem wohl überraschend eingetretenen Tod des jungen Tutanchamun einige Monate lang unbesetzt blieb.“ Erst als Zannanza an der ägyptischen Grenze ermordet wurde, bestieg Eje den Thron.
Dagegen lässt sich wiederum einwenden: Wäre Eje ein „Platzhalter“ Zannanzas gewesen, wäre er in den Verhandlungen sicher zu Wort gekommen. Die Tatsache, dass Šuppiluliuma dem Angebot zustimmte, scheint unvereinbar mit der Existenz eines ägyptischen Königs. Die Beisetzung Tutanchamuns muss zwischen Mitte März und Ende April stattgefunden haben. Dies folgt aus den in dieser Zeit blühenden Pflanzen, deren Blüten und Früchte im Grab als Beigaben gefunden wurden. Innerhalb dieses Intervalls sind sie wegen ihrer jahreszeitlichen Zusammengehörigkeit so spät wie nur möglich zu datieren. Berechnet man neben der 70-tägigen Trauerzeit noch eine Überführungszeit der Mumie von Memphis nach Theben (wenn denn Tutanchamun tatsächlich in Memphis starb), erhält man „eine Differenz von etwa drei Monaten zwischen Tod und Begräbnis Tutanchmuns“. Demnach wäre Tutanchamun im Januar gestorben. Das Eintreffen des Briefes der Königswitwe ist aber in den Frühherbst zu datieren. Die Belagerung der Stadt Karkamiš dauerte ungefähr eine Woche. Danach bezog Šuppiluliuma sein Winterquartier: „Das musste frühzeitig geschehen, möglichst bevor die Gebirgsflüsse infolge der im Laufe des Oktobers einsetzenden Regen Hochwasser führten, und damit für ein Heer schlecht passierbar wurden, oder gar Schneefälle die Überquerung der Tauruspässe unmöglich machten.“ Die Reisezeit des Boten ist mit drei Wochen anzusetzen. Somit hätte Tutanchamuns Bestattung mit einer Verzögerung von einem halben Jahr stattgefunden. Allerdings können nach einer neuen Berechnung der Reisezeiten die Verhandlungen wohl kaum nach Tutanchamuns Tod stattgefunden haben, da aufgrund der Länge der zurückzulegenden Wegstrecke wie der Anzahl der hierfür benötigten Tage sicher ein neuer Herrscher inthronisiert war.

### Die Gleichsetzung von hethitisch Arma'a mit Haremhab
Jared L. Miller gelang es, eine Quelle durch einen Textzusammenschluss aus sieben Fragmenten neu zu erschließen (Fragmente KUB 19.15 + KBo 50.24). Es handelt sich um einen historisch-erzählenden Text, der auf Ereignisse in der Regierungszeit Muršilis II. Bezug nimmt und als dessen ägyptischen Gegenspieler einen Arma'a nennt. Nach Miller datiert das Geschehen in Muršilis siebtes und neuntes Regierungsjahr. Bereits Ruggerio Stefanini identifizierte Arma'a auf dem altbekannten Fragment KUB 19.15 mit Haremhab und Millers Bearbeitung scheint diese These zu stützen.
Im rekonstruierten Text ist die Rede von Tette von Nuḫašše, der von den Hethitern zu den Ägyptern überlief. Muršili II. protestierte bei Arma'a und verlangte die Auslieferung Tettes. In einem zweiten Teil wird von einem Angriff Arma'as auf Amurru berichtet, der von den Hethitern abgewehrt worden sei.
Unter Berücksichtigung der Überlieferungen von Haremhabs Namen durch Manetho als Armais (Eusebius), Harmais (Josephus), Armesis (Africanus) und Armaios (Josephus) ist die Gleichung mit Arma'a möglich, durch den Kontext sogar sehr wahrscheinlich, allerdings nicht völlig sicher.
Von entscheidender Bedeutung für die chronologische Einordnung und die Frage nach Nibḫururias Identität ist die Frage, ob Arma'a (Haremhab) zum Zeitpunkt dieser Ereignisse bereits Pharao war.
Miller verneint dies. Er geht davon aus, dass Arma'as (Haremhabs) Status im Text noch nicht der des Pharaos war, sondern der des Oberbefehlshabers der ägyptischen Armee, mit den folgenden Überlegungen:
- Muršili bezeichnet Arma'a niemals als König (LUGAL oder gar LUGAL.GAL=Großkönig), wie es die hethitischen Könige in der Korrespondenz mit anderen Königen in dieser Zeit normalerweise tun.
- Arma'a repräsentiert den Geburtsnamen Ḥr-m-ḥb (Hor-em-heb – Haremhab) und nicht den späteren Thronnamen Ḏsr-ḫprw-Rˁ (Djeser-cheperu-Re).
- Haremhabs militärische Tätigkeit fand hauptsächlich unter der Herrschaft seiner Vorgänger statt, vor allem unter Tutanchamun.

Unter dieser Voraussetzung hätte Haremhab den ägyptischen Thron erst nach Muršilis neuntem Regierungsjahr bestiegen. Damit fiele der Tod Tutanchamuns ebenfalls bereits in die Regierungszeit Muršilis und demnach wäre Tutanchamun nicht mit dem Pharao identisch, der in der späten Regierungszeit Šuppiluliumas stirbt, sondern nur Echnaton käme dafür infrage.
Die Annahme, dass es sich um General Haremhab und nicht um Pharao Haremhab handelt, ist allerdings nicht unwidersprochen:
- Der hethitische Großkönig nennt offenbar den Mann von Ägypten, was möglicherweise eine abwertende Bezeichnung darstellt. Da verwundert es nicht, wenn der Königstitel nicht genannt wird.
- Da es sich um ein gekürztes Zitat handelt, ist eine Nennung von Titeln nicht zu erwarten.
- Da man Haremhab in Ḫattuša bereits aus seiner Zeit als Oberbefehlshaber des ägyptischen Heeres unter dem Geburtsnamen kannte, heißt es nicht viel, dass nicht sein Thronname genannt wird.
- In den Keilschrift-Versionen des ägyptisch-hethitischen Friedensvertrags wird immer der Geburtsname angeführt, während die ägyptischen Texte den Thronnamen nennen.
- Wenn es um wichtige Fragen geht, wie im Falle von Nuhašše und Amurru, kann man sich schwerlich vorstellen, dass der hethitische Großkönig mit einem General korrespondiert. Selbst wenn Haremhab zur Zeit Tutanchamuns de facto der militärische Machthaber war, so hätte man sich sicherlich an den regierenden Herrscher gewandt.

## Weitere Einzelfragen

### Warum misstraute Šuppiluliuma dem Angebot der Daḫamunzu?
Šuppiluliuma reagierte mit großem Misstrauen auf das Angebot der Daḫamunzu und ging sogar so weit, die ägyptische Königin stark zu brüskieren. Nach Francis Breyer reicht dafür Vorsicht als Erklärung nicht aus. Immerhin hätte sich Šuppiluliuma ohne militärischen Einsatz die Herrschaft über das reichste Land der damaligen Zeit sichern können. Breyer sieht als möglichen Grund die verwandtschaftlichen Verhältnisse am ägyptischen Hof, bei denen die Geschwisterehe weit verbreitet war. Bei den Hethitern dagegen galt Inzest als verwerfliches Verbrechen, bei dem sogar die Todesstrafe verhängt wurde. Inzest wurde also zur Zeit Šuppiluliumas als eines der schrecklichsten Verbrechen angesehen: „Vor diesem Hintergrund verwundert es m. E. nicht, wenn Šuppiluliuma einer ägyptischen Königin, von der er wohl nicht sehr viel mehr wusste, als dass sie mit ihrem Bruder verheiratet war, mit äußerstem Misstrauen, ja geradezu mit Abscheu begegnete.“

### Zannanzas Tod
Šuppiluliuma wählte seinen Sohn Zannanza als zukünftigen Pharao aus. Vandersleyen bezweifelte, ob der Prinz, der nach Ägypten geschickt wurde, wirklich identisch mit dem erwählten Zannanza ist. Allerdings gibt es daran wenig Zweifel. Die Abreise des Prinzen und möglicherweise seine Durchreise durch Amurru wird im Brief KUB III,60 (CTH 216) geschildert. Seine näheren Todesumstände sind nicht bekannt. Die „Mannestaten Šuppiluliumas“ schildern nur die Nachricht von Zannanzas Tod (CTH 40, Fragment 31). Die Pestgebete summieren die Ereignisse (CTH 378f.). Hier wurde die Passage aber schon ganz unterschiedlich aufgefasst. Goetze übersetzte sie mit „They killed him as they led him there.“ (i. e. „Sie töteten ihn, als sie ihn dorthin herführten.“), Lebrun dagegen in ganz anderem Sinn mit „ils l’emmenèrent et le tuèrent.“ (i. e. „Sie nahmen ihn und töteten ihn.“). Im Entwurf einer hethitischen Reaktion auf den offiziellen Bericht der Ägypter glaubt Šuppiluliuma an einen Mord durch die Ägypter, obwohl diese jede Schuld von sich weisen (CTH 154 = KUB XIX,20 + CTH 832). Klengel hielt es schon für möglich, dass Zannanza an der Pest gestorben sei. Dagegen spricht, dass dieser Umstand sicher in den Pestgebeten erwähnt worden wäre und die hethitische Reaktion nicht so heftig ausgefallen wäre. Für den oft in der Literatur behaupteten Anschlag auf die Reisegruppe Zannanzas und dessen Tod auf dem Weg nach Ägypten gibt es bis heute keine Belege. Es wäre möglich, dass Zannanza eine Zeit lang in Ägypten gefangen gehalten wurde, worauf Andeutungen von Šuppiluliuma I. in seinen Briefen hindeuten könnten.

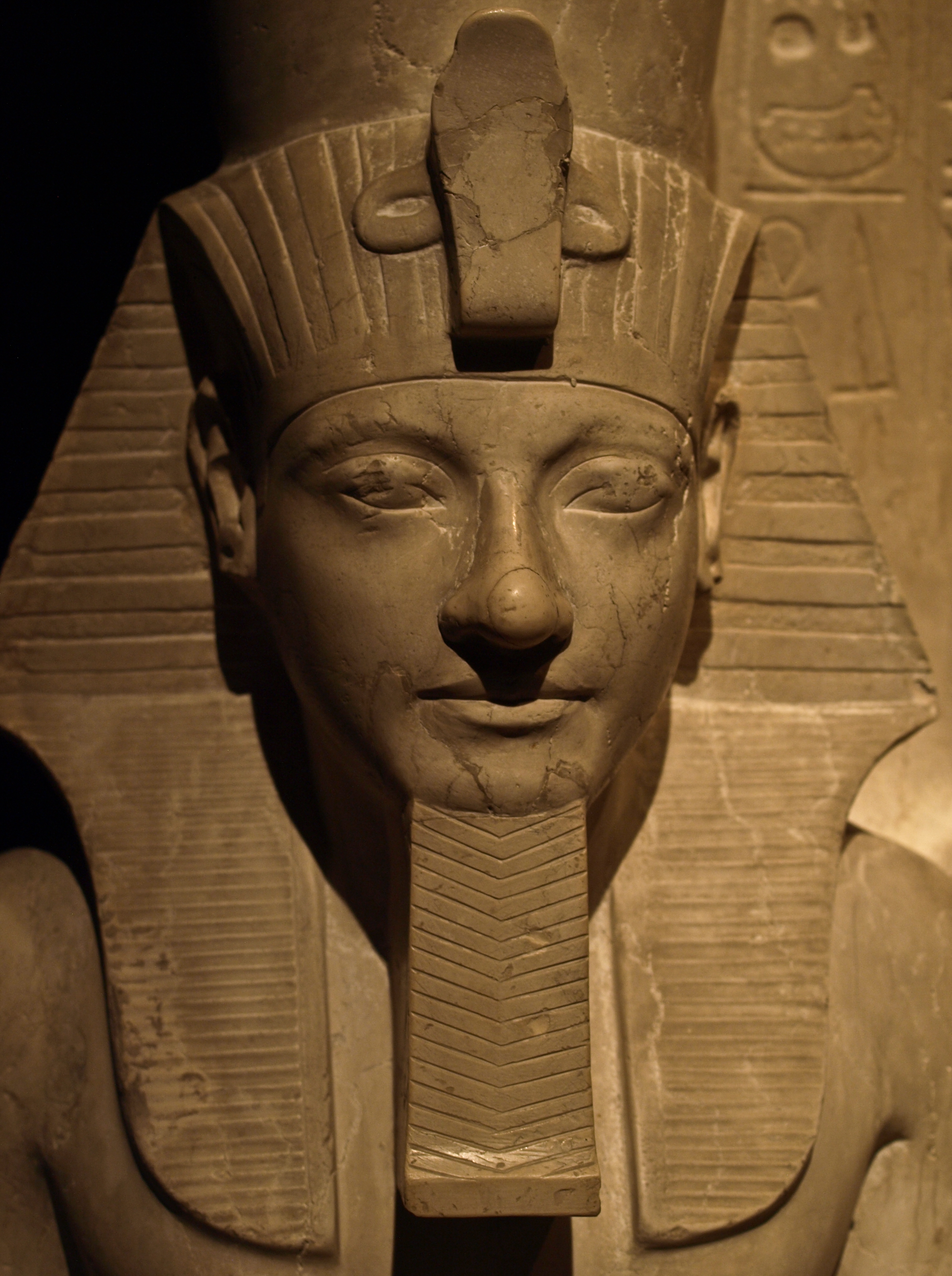
Haremhab, der Oberbefehlshaber der ägyptischen Armee zur Zeit Tutanchamuns

Zur Zeit Tutanchamuns war Haremhab der Oberbefehlshaber der ägyptischen Armee und führte faktisch zusammen mit Eje die Geschicke des Landes für den heranwachsenden König. Francis Breyer hält es deshalb für möglich, dass hinter dem Mord an Zannanza Haremhab und/oder Eje steckten. Ob sie nun in gegenseitigem Einvernehmen regierten oder Eje doch ein Usurpator war, bleibt fraglich. Belegt ist eine Verbindung zwischen Eje und der Witwe Anchesenamun. Auf einem Ring stehen die beiden Namen zusammen, was für eine gemeinsame Regierung spräche. Für Breyer war es auch Eje, der sich gegenüber Šuppiluliuma rechtfertigte. Eine mögliche indirekte Schuldzuweisung sieht er im Bild des Falken, der ein Küken reißt: „Nun sollte bei den Hethitern bekannt gewesen sein, was der Name Haremhabs bedeutet oder zumindest, dass dessen erster Bestandteil der Gottesname Horus ist, und dieser ist bekanntlich ein Falkengott!“
Beispielhaft für die zunehmende Feindseligkeit der ägyptisch-hethitischen Beziehungen ist auch die Darstellung der Hethiter als „Hungerleider“ und „wie das Wild in der Wüste lebend“ im Grab General Haremhabs. So meint Francis Breyer: „Auch wenn die genauen Umstände der Zannanza-Affäre nicht bekannt sind, so ist es nicht abwegig, den Ausgangspunkt der Kräfte, die eine hethitische Einmischung in Ägypten wahrscheinlich aktiv hintertrieben haben, in Haremhabs Umfeld zu suchen.“

### Die Pest in Asien
Der Ausbruch einer verheerenden Epidemie in Vorder- und Kleinasien verhinderte „eine gewaltige Expansion der Hethiter in Richtung Palästina.“ Auf jeden Fall kamen die hethitischen Expansionsbemühungen dadurch zunächst zu einem Ende. Um welche Krankheit es sich handelte, ist nicht eindeutig klar, vielleicht die „Syrische Pest“. Dieser Krankheit fiel auch Šuppiluliuma I. zum Opfer. Muršili II. bittet die Götter in den sogenannten „Pestgebeten“ darum, dem Elend ein Ende zu setzen. Als Ursache sah er den Zorn der Götter, besonders die Rache für einen Brudermord, den Šuppiluliuma vor seiner Thronbesteigung am designierten Nachfolger Tudḫaliya II. begangen habe. Als weitere Ursache wird auch der Bruch des Kuruštama-Vertrags genannt, den die Hethiter beim Einfall in die ägyptische Amka-Ebene begingen.
Diese Pest dürfte das gesamte Vorder- und Kleinasien heimgesucht haben. Bereits Rib-Hadda von Byblos meldete in den Amarna-Briefen den Ausbruch einer Seuche, aus weiteren Briefen ist der Ausbruch in Alašiya (Zypern) und Babylon überliefert. Wie sich diese mindestens 20 Jahre währende Seuche ausbreitete, ist nicht ganz klar. Die Hethiter sagten, sie sei von ägyptischen Gefangenen eingeschleppt worden. Aus Ägypten selbst gibt es keine Berichte darüber. Vielleicht steckten sich die Gefangenen in Syrien an, vielleicht deutet der späte Ausbruch der Krankheit in Ḫatti darauf hin, dass sie durch die Handelskarawanen verschleppt wurde.

### Übersetzungen und Editionen der Texte aus Bogazköy
- Keilschrifttexte aus Boghazköi. (KBo) Leipzig u. a., 1916 ff., ZDB-ID 130809-9.
- Keilschrifturkunden aus Boghazköi. (KUB) Berlin, 1921 ff., ZDB-ID 1307957-8.
- Emil Forrer (Hrsg.): Die Boghazköi-Texte in Umschrift. (BoTU) Band 2: Geschichtliche Texte aus Boghazköi (= Wissenschaftliche Veröffentlichungen der Deutschen Orient-Gesellschaft. Band 42, ISSN 0342-4464). Hinrichs, Leipzig 1926.
- Eugène Cavaignac: Les Annales de Subbiluliuma. Heitz, Strasbourg 1931.
- Hans Gustav Güterbock: The Deeds of Suppiluliuma as Told by his Son, Mursili II. In: Journal of Cuneiform Studies. Band 10, Nr. 2, 1956, S. 41–68; Bd. 10, Nr. 3, 1956, S. 75–98, Bd. 10, Nr. 4, 1956, S. 107–130.
- Elmar Edel (Hrsg.): Die Ägyptisch-hethitische Korrespondenz aus Boghazköi in babylonischer und hethitischer Sprache (= Abhandlungen der Rheinisch-Westfälischen Akademie der Wissenschaften. Band 77, Nr. 1–2). 2 Bände (Band 1: Umschriften und Übersetzungen. Band 2: Kommentar.). Westdeutscher Verlag, Opladen 1994, ISBN 3-531-05091-5.
- Jörg Klinger: Herrscherinschriften und andere Dokumente zur politischen Geschichte des Hethiterreiches. Kapitel 3: Der Tatenbericht des Suppiluliuma I. – Auszug. In: Texte aus der Umwelt des Alten Testaments. Neue Folge, Band 2: Staatsverträge, Herrscherinschriften und andere Dokumente zur politischen Geschichte. Gütersloher Verlags-Haus, Gütersloh 2005, ISBN 3-579-05288-8, S. 147–150.
- Theo P. J. van den Hout: Der Falke und das Küken: der neue Pharao und der hethitische Prinz? In: Zeitschrift für Assyriologie und Vorderasiatische Archäologie. Band 84, 1994, S. 60–88, doi:10.1515/zava.1994.84.1.60.

### Einzelfragen
- Elmar Edel: Neue keilschriftliche Umschreibungen ägyptischer Namen aus den Boǧazköytexten. In: Journal of Near Eastern Studies Band 7, 1948, S. 11–24.
- Nicholas Reeves: Akhenaten after all? In: Göttinger Miszellen. Band 54, 1982, S. 61–71.
- Winfried Barta: Akencheres und die Witwe des Nibḫururia. In: Göttinger Miszellen. Band 62, 1983, S. 15–21.
- Trevor R. Bryce: The Death of Niphururiya and its Aftermath. In: The Journal of Egyptian Archaeology. Band 76, 1990, ISSN 0075-4234, S. 97–105.
- Monika Sadowska: Semenkhkare and Zananza. In: Göttinger Miszellen. Band 175, 2000, S. 73–77.
- Jared L. Miller: Amarna Age Chronology and the Identity of Nibḫururiya In the Light of a Newly Reconstructed Hittite Text. In: Altorientalische Forschungen. Band 34, Februar 2007, S. 252–293 (Age Chronology and the Identity of Nib ururiya In the Light of a Newly Reconstructed Hittite Text. Online).
- Gernot Wilhelm: Muršilis II. Konflikt mit Ägypten und Haremhabs Thronbesteigung. In: Die Welt des Orients. Band 39, 2009, S. 108–116.
- Christoffer Theis: Der Brief der Königin Daḫamunzu an den hethitischen König Šuppiluliuma I. im Lichte von Reisegeschwindigkeiten und Zeitabläufen. In: Thomas R. Kämmerer (Hrsg.): Identities and Societies in the Ancient East-Mediterranean Regions. Comparative Approaches. Henning Graf Reventlow Memorial Volume. (= Acta antiqua mediterranea et orientalia. (AAMO) Band 1 / Alter Orient und Altes Testament. (AOAT) Band 390, Nr. 1). Ugarit, Münster 2011, ISBN 978-3-86835-062-3, S. 301–331.

### Die Beziehungen Ägyptens zu Vorder- und Kleinasien
- Wolfgang Helck: Die Beziehungen Ägyptens zu Vorderasien im 3. und 2. Jahrtausend v. Chr. (= Ägyptologische Abhandlungen. Band 5). 2., verbesserte Auflage. Harrassowitz, Wiesbaden 1971, ISBN 3-447-01298-6.
- Horst Klengel: Hattuschili und Ramses. Hethiter und Ägypter – ihr langer Weg zum Frieden (= Kulturgeschichte der Antiken Welt. Band 95). von Zabern, Mainz 2002, ISBN 3-8053-2917-2.
- Francis Breyer: Ägypten und Anatolien. Politische, kulturelle und sprachliche Kontakte zwischen dem Niltal und Kleinasien im 2. Jahrtausend v. Chr. (= Österreichische Akademie der Wissenschaften. Denkschriften der Gesamtakademie. Band 63 / Contributions to the Chronology of the Eastern Mediterranean. Band 25). Verlag der Österreichischen Akademie der Wissenschaften, Wien 2010, ISBN 978-3-7001-6593-4.

### Amarna-Briefe und Amarna-Zeit
- Jørgen Alexander Knudtzon (Hrsg.): Die El-Amarna-Tafeln. Mit Einleitung und Erläuterungen. Band 1: Die Texte (= Vorderasiatische Bibliothek. Band 2, Nr. 1, ZDB-ID 536309-3). Hinrichs, Leipzig 1915.
- Rolf Krauss: Das Ende der Amarna-Zeit. Beiträge zur Geschichte und Chronologie des Neuen Reiches (= Hildesheimer ägyptologische Beiträge. Band 7). Gerstenberg, Hildesheim 1978, ISBN 3-8067-8036-6.
- William L. Moran (Hrsg.): The Amarna letters. Johns Hopkins University Press, Baltimore (MD) u. a. 1992, ISBN 0-8018-4251-4.
- Marc Gabolde: D'Akhenaton à Toutânkhamon. (= Collection de l'Institut d'Archéologie et d'Histoire de l'Antiquité, Université Lumière-Lyon 2. Band 3). De Boccard u. a., Paris u. a. 1998, ISBN 2-911971-02-7.

### Chronologie des ägyptischen Neuen Reiches
- Erik Hornung: Untersuchungen zur Chronologie und Geschichte des Neuen Reiches (= Ägyptologische Abhandlungen. Band 11, ISSN 1614-6379). Harrassowitz, Wiesbaden 1964.
- Kenneth A. Kitchen: Further Notes on New Kingdom Chronology and History. In: Chronique d'Égypte. (CdE) Band 43, 1968, ISSN 0009-6067, S. 313–324.
- Jürgen von Beckerath: Chronologie des pharaonischen Ägypten. Die Zeitbestimmung der ägyptischen Geschichte von der Vorzeit bis 332 v. Chr. (= Münchner ägyptologische Studien. Band 46). von Zabern, Mainz 1997, ISBN 3-8053-2310-7.